# Моргантина

Моргантина на топографічній карті Сицилії

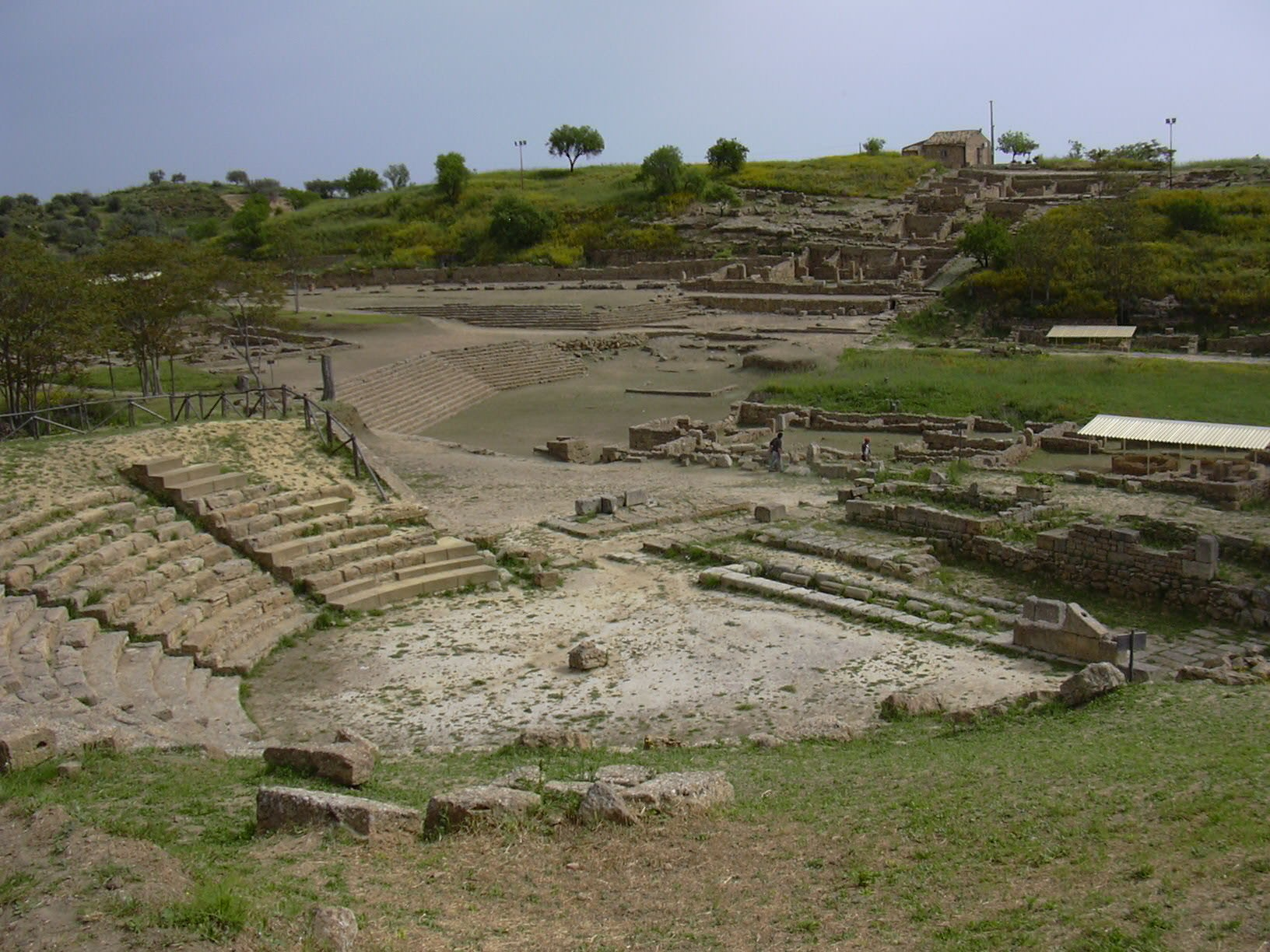
Міський театр

Морганти́на (давн.- гр. Μοργάντιον/Μοργαντίνη) — античне місто  центральної частини Сицилії. Це археологічний комплекс у східній частині Сицилії, на півдні Італії. Він знаходиться в шістдесяти кілометрах від узбережжя Іонічного моря, в провінції Енна. Найближчим сучасним містом є Айдоне, два кілометри на південний захід від міста. Територія складається з двокілометрового хребта, що проходить на південний захід-північний схід, відомий як Серра Орландо, і сусідній пагорб на північному сході під назвою Читтаделла. Моргантина була заселена протягом декількох періодів.

## Історія
Найбільш раннє велике поселення було знайдене в місті Читтаделла. Інше велике поселення було розташоване на Серра Орландо, і існувало приблизно від 450 ст. до н.е. Моргантина була предметом археологічних досліджень з початку 20 століття.
Околиці міста Моргантини були заселені ще за часів палеоліту, проте сліди життєдіяльності людей, були знайдені на території міста і датуються періодом пізнього бронзового століття
По припущенню Антіоха Сиракузького, місто отримало свою назву від стародавнього племені моргетів, які раніше жили разом з племенем сикулів на материковій частині Італії в районі Регіуму, але під тиском племені енотрів переселились до Сицилії.

Перша згадка про місто відноситься до 459 року до н.е. і зустрічається у Діодора Сицилійського, який розповідає про захоплення міста Дукетіем , вождем сікулів. Дукетій об'єднав сікульські міста і вів боротьбу з грецькими поселеннями на острові.
|  | ...царь сикелов, Дукетий, человек из прославленной семьи и влиятельной в то время, основал город Мены (Menaenum) и раздал окрестные земли поселенцам, и совершил поход против сильного города Моргантины и, покорив его, он приобрел славу среди своего собственного народа. |

Ймовірно, вже в 450 році до н.е. після поразки Дукетія поблизу міста Номи, Моргантина перейшла під владу сусідніх Сиракуз.
У 424 році до н.е. після виступу сиракузького промовця Гермократа
у місті Гела сицилійскі міста укладають мир. По результатам цієї угоди, Сиракузи передают Моргантину за грошовий викуп сосідній Камарині.
У 396 році до н.е. Моргантина була захоплена сиракузьким тираном Діонісіем Старшим.
Приблизно 320 року до н. е. через давню ворожнечу з Сиракузами, жителі Моргантини надали притулок вигнаному звідти Агафоклу. Через деякий час вони обрали його полководцем. Зібравши армію з противників чинної в Сиракузах влади, в тому числі і з жителів Моргантини, Агафокл осадив Сиракузи. Уклавши угоду з карфагенським полководцем Гамилькаром, йому вдалося оволодіти містом. Після перемоги Агафокл став єдиновладним правителем Сиракуз і утворив згодом впливову Сицилійську державу.
Під час Другої Пунічної війни Моргантина підтримала сторону Карфагена. У підсумку, місто було зруйноване римськими військами, і у 211 році до н.е. передане іспанським найманцям, які билися на боці Римської республіки, в якості плати за послуги.
Після поразки першого сицилійского повстання рабів (135 — 132 р. до. н.е.), згідно Діодору Сицилійскому, у Моргантині був у полоні, і помер від хвороб ватажок повстання, виходець із Сирії, котрий проголосив себе «царем Антиохом».
Останнє згадування про Моргантину знаходять у I столітті під час життя Страбона, на місці Моргантини місто вже не існує.
Моргантина мала свої власні монети.

## Археологія

### Археологічні розкопки в Моргантині
- Театр
- Будівля міської ради (булевтеріон)
- Театр античного міста Моргантина
- Агора
- Критий ринок (макеллум)
- Терми
- Житлові квартали

### Скарби Моргантини
«Скарби Моргантини» - поширена назва колекції з 16 античних посріблених предметів начиння, що датуються III століттям до н. е. На думку деяких вчених, скарби належали Ієрофанові, первосвященикові Деметри і Персефони.
| - Скарби Моргантини |

Основну частина колекції складають дев'ять предметів начиння різних розмірів, можливо призначених для сімпосій - так стародавні греки називали свої застілля. Решта чотири предмети, включаючи циліндричний вівтар, швидше за все використовувалися під час релігійних церемоній. Завершують колекцію медальйон із зображенням Сцилли і пара бичачих рогів.
Вважається, що ці предмети були знайдені в ході таємних розкопок ймовірно в період між 1978 і 1981 роком. На початку 80-x років XX століття скарби опинилися виставлені в Нью-Йоркському музеї Метрополітен. Після багаторічних вимог італійського уряду про повернення цінностей, в 2010 році, через майже 30 років, колекція була повернута до археологічного музею міста Айдоне .

### Богиня з Моргантини

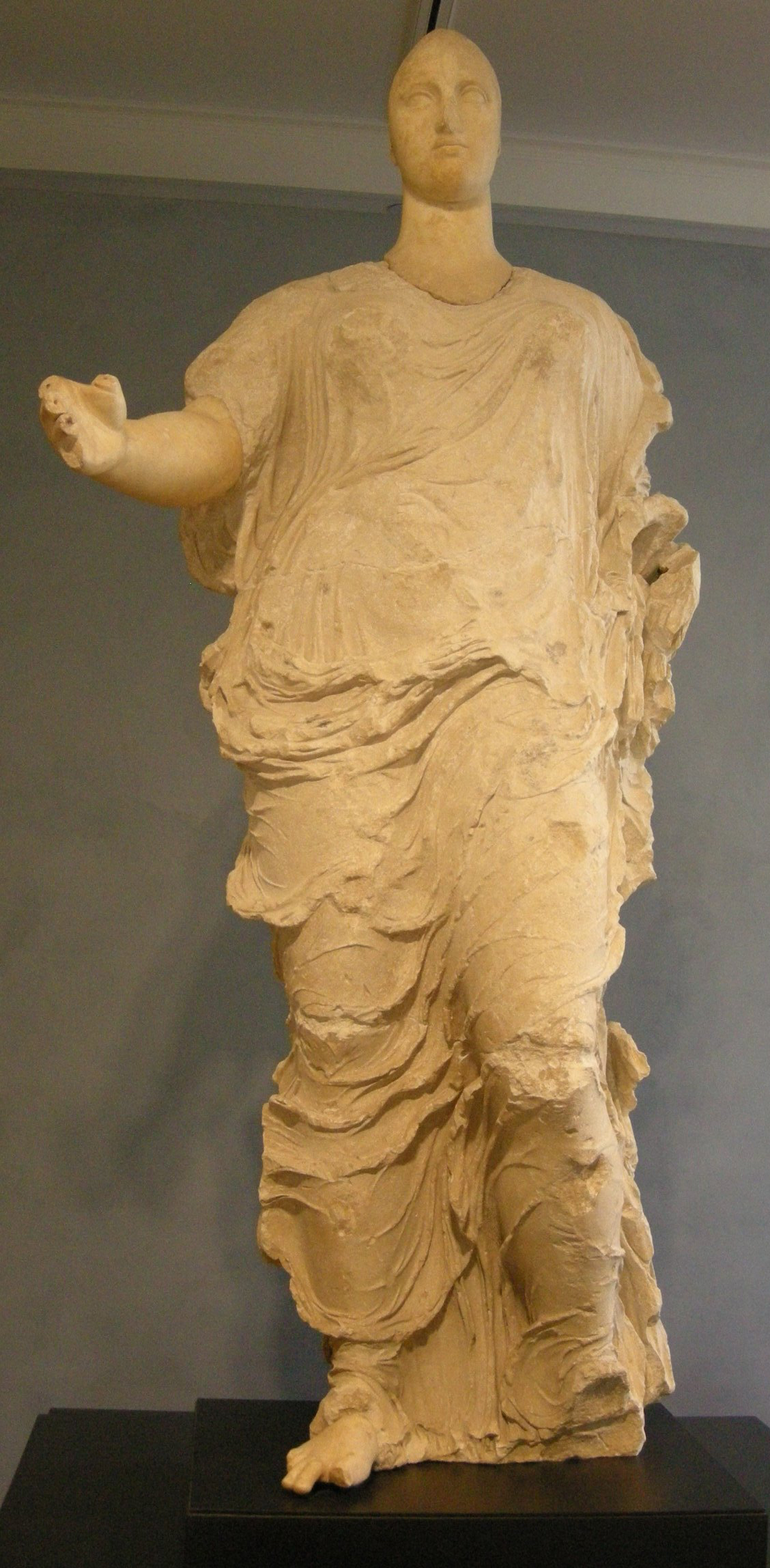
Статуя Деметри в музеї Гетті. США.

Статуя кінця V ст. до н. е., відома як Венера з Моргантини.  Висота скульптури близько 2,20 м.  

Скульптура богині з Моргантини датується 425 - 400 рр. до н. е. Передбачається, що її створив один із учнів Фідія, який працював у Великій Греції. Найбільш ймовірно, що статуя є зображенням богині Деметри, культ якої був широко поширений в Моргантині.
Вважається, що в 1977 році скульптура була знайдена в зоні розкопок, зокрема в  районі Сан-Франческо Бісконтіта і нелегально вивезена з країни.
Статуя стала всесвітньо відомим символом грабіжницьких махінацій в сфері мистецтва.
У підсумку, в 80-і роки, статую придбав Музей Гетті, який розташований в Каліфорнії в США.
17 травня 2011 року, після судових розглядів, статую повернули до Італії. На даний час вона виставлена в археологічному музеї міста Айдоне.

## Археологічний музей Айдона
Археологічний музей АйдонаМузей - це колишній монастир отців капуцинів, побудований між 1611 і 1613 роками під регентством батька Грегоріо да Кастрогіовані.
Музей ілюструє історію Моргантини від епохи бронзи до римського республіканського віку.
Колекція виставлених матеріалів походить з розкопок, проведених з 1950-х років американською Місією університетів Прінстона і Вірджинії, а також керівництвом Сіракуз, Агрідженто і Енни.

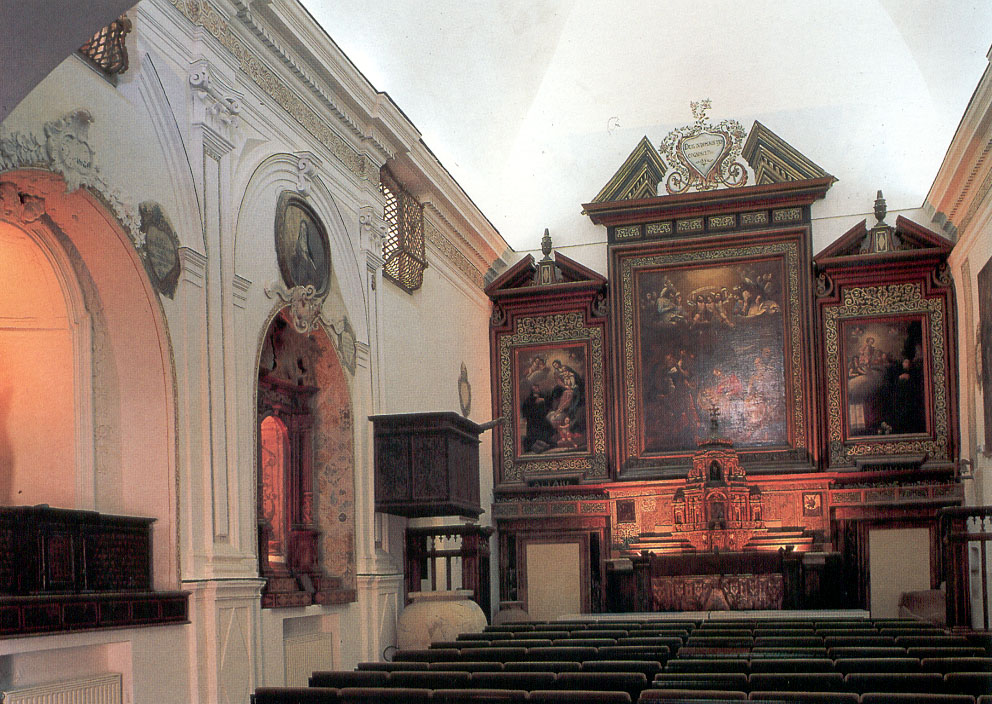
Інтер'єр археологічного музею